# Cutícula
|  | Per a altres significats, vegeu «cutícula (artròpodes)». |

Secció d'una fulla; pot observar-se la cutícula, com una capa molt fina, a la part superior.

La cutícula, en vegetals, és una capa protectora per a les cèl·lules epidèrmiques de les fulles, brots joves i tots els altres òrgans aeris de la planta sense peridermis. Forma un membrana a base de lípids i polímers impregnats de cera i se sintetitza exlusivament per les cèl·lules epidèrmiques; a causa de la seva composició, la cutícula és impermeable i insoluble a l'aigua.

## Composició
Cal tenir en compte que la composició de les cutícules vegetals varia molt segons l'espècie i els òrgans vegetals en els quals es desenvolupi: no serà igual en una fulla que en un fruit malgrat sigui la mateixa planta. La cutícula està composta per una membrana cuticular insoluble impregnada i coberta de ceres solubles. En moltes plantes vasculars la cutícula és una capa protectora que recobreix les cèl·lules epidermals a base de cutina, un biopolimer de polièster format per àcids omega-hidroxilats inter-esterificats que es troben units mitjançant enllaços èster i epòxid. La cutícula també pot contenir un polímer d'hidrocarbur no saponificable conegut com a cutana. Així mateix, la membrana cuticular està impregnada amb ceres cuticulars i coberta per ceres epicuticulars; aquestes ceres són mescles de compostos alifàtics hidròfobs, hidrocarburs amb longituds de cadena típica en l'interval C16 a C36. En la biosíntesi de la utícula poden intervenir-hi diferents hormones com ara l'àcid salicílic; l'àcid jasmònic; la gibberel·lina; l'àcid abscísic i l'etilè.

## Estructura

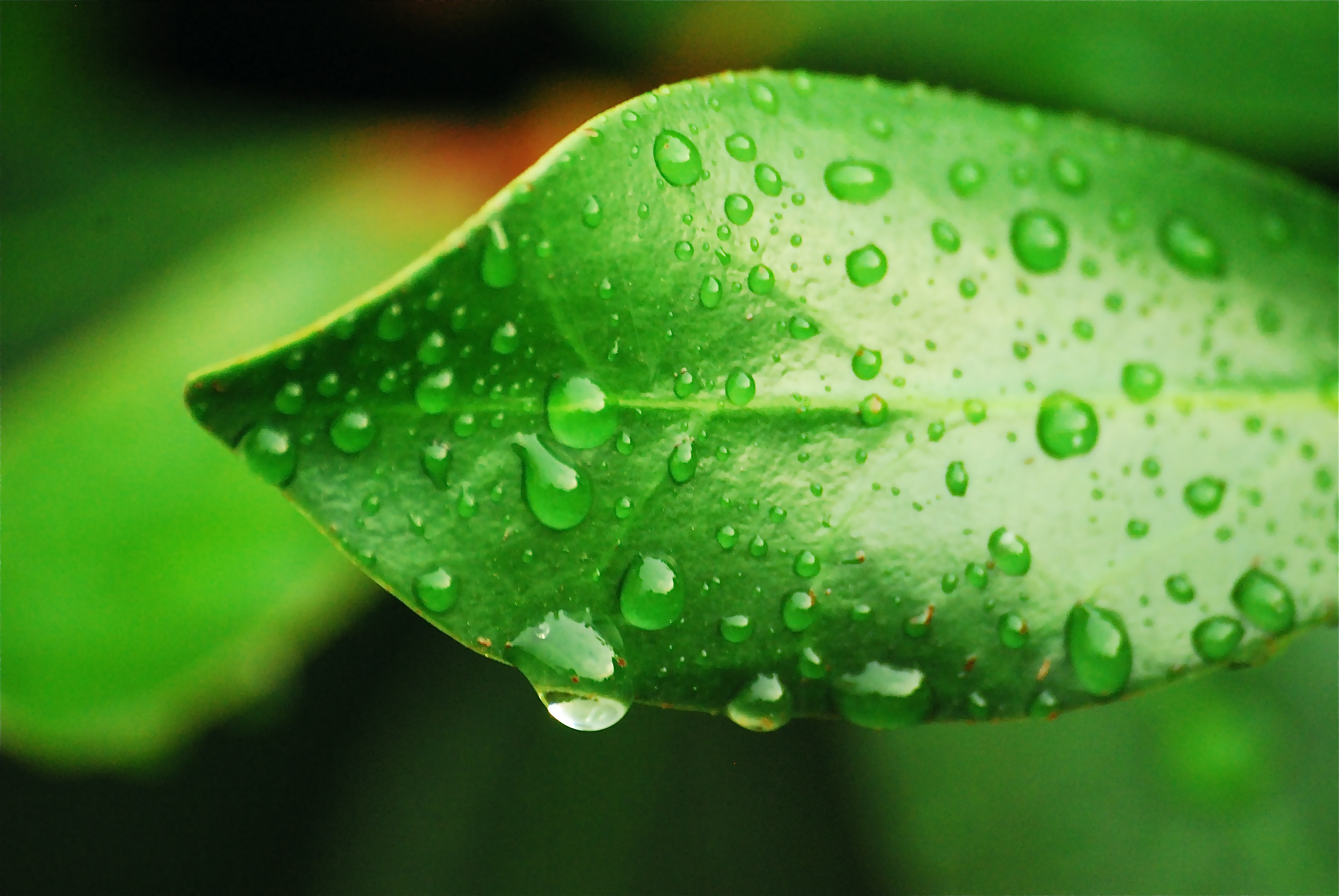
Les gotes d'aigua no mullen la cutícula cerosa de les fulles. Aquest fenomen es deu a una propietat de les ceres epicuticulars, la superhidrofòbia (algunes vegades associada a l'efecte lotus), observada en la majoria de les famílies de plantes vasculars. Segons un càlcul aproximatiu, almenys 250 milions de km² (principalment procedents de les fulles de les graminàcies) són superhidrofòbics, la qual cosa correspon a més de la meitat de la superfície terrestre (xifra probablement subestimada). Aquestes ceres també fan que les fulles brillin: absorbeixen la radiació fotosintèticament activa mentre actuen com a mirall (efecte de reflexió especular de la llum) quan la radiació solar és massa intensa.

La cutícula forma un contínuum amb les membranes cel·lulars de l'epidermis de la fulla; diversos components de les cèl·lules vegetals, com ara la cel·lulosa, l'hemicel·lulosa, la lignina o la pectina poden ser incorporats a la cutícula i, segons la seva quantitat, acabaran determinant l'elasticitat i rigidesa d'aquesta. Com en el cas de la composició, les cutícules varien en estructura depenent de l'espècie i de l'òrgan on es desenvolupi; per exemple, les cutícules dels fruits són habitualment més primes i els manquen estomes.

### A les plantes vasculars
La cutícula és una capa protectora que recobreix els òrgans aeris de les plantes vasculars. Està composta per dipòsits successius de cera que envolta una capa d'àcids grassos hidròfobs, la cutina; sovint, la cera intracuticular està coberta d'una cera epicuticular d'una altra naturalesa química. Els rols fisiològics principals de la cutícula estan relacionats amb la seva naturalesa hidròfoba: d'una banda, manté una zona pobra en aigua a la superfície de la planta, la qual cosa protegeix la planta de patògens (particularment de la germinació i el desenvolupament d'espores de fongs); d'altra banda, limita les pèrdues d'aigua, ions i soluts polars (sucre, àcids orgànics...) de la planta. L'evapotranspiració es produeix per la transpiració estomàtica (90 a 95%) i també per la transpiració cuticular (al voltant del 10% més en les regions temperades). D'aquesta manera, una cutícula prima (com en els til·lers) manté aquesta transpiració cuticular mentre que una cutícula gruixuda (com en les heures) és impermeable a l'aigua. En aquest darrer cas, la transpiració és exclusivament estomàtica. L'absorció de CO₂ es produeix per l'obertura variable dels estomes, petits orificis presents a l'epidermis de les plantes, que permeten els intercanvis gasosos entre la planta i l'aire ambient. La cutícula cerosa és impermeable als gasos i, per tant, són els estomes els que exerceixen un control estricte sobre la difusió de CO₂ a la fulla. Les ceres epidermals són responsables dels reflexos blavosos o verdosos de moltes epidermis (efecte de difracció a causa de la seva textura cuticular puntejada) relacionats amb la seva implicació en la resistència a l'estrès ambiental (rajos ultraviolats, estrès hídric, atac de patògens, etc.). Algunes arrels també presenten una epidermis coberta per una fina cutícula.

### Als briòfits
Els esporòfits i a vegades els gametòfits dels briòfits mostren una cutícula amb estomes que permeten els intercanvis de gasos, però l'evolució i la bioquímica de la cutícula de les briòfits són poc conegudes.

## Evolució
La cutícula és una d'una sèrie d'innovacions, juntament amb les estomes, xilema i floema i els espais intercel·lulars en la tija i més tard amb teixit mesòfil de la fulla en l'evolució de les plantes en més de 450 milions d'anys en la transició entre la vida a l'aigua i la vida a la terra. En conjunt, aquestes característiques habilitades de brots verticals de plantes explorant entorns aeris per conservar l'aigua mitjançant la internalització de les superfícies d'intercanvi de gasos, tancant-los en una membrana impermeable i proporcionar-los-hi un mecanisme de control d'obertura variable, les cèl·lules de guarda estomes, que regulen les taxes de la transpiració i l'intercanvi de CO₂.

## Funcions
La funció primària de la cutícula vegetal és com a barrera protectora que evita la permeabilitat i l'evaporació a partir de la capa epitermal; també evita que els fluids externs penetrin en els teixits vegetals de la planta. A més de la seva funció com a barrera protectora que evita la pèrdua excessiva d'aigua i altres molècules, la cutícula confereix propietats especialitzades a la superfície, que impedeixen la contaminació dels teixits vegetals amb aigua externa, brutícia, microorganismes i radiació solar. «la cutícula cerosa funciona també en la defensa, formant una barrera física que resisteix la penetració de partícules de virus, cèl·lules bacterianes, i les espores o filaments en creixement de fongs». La cutícula, com ja s'ha avançat, té una gran importància en la protecció de la planta davant l'acció de patògens; també cal destacar la funció que fa la cutícula en els diferents fruits, tot mantenint-ne la qualitat.
Tant la cutícula com la paret cel·lular de les plantes juguen un paper important, no només com a barreres físiques i químiques, sinó com a reguladors dels moviments de molècules que entren i surten de les cèl·lules i teixits vegetals. Així mateix, ambdues juguen un paper fonamental en la transmissió de senyals com a resposta als estímuls externs, sobretot en relació amb el creixement i desenvolupament de les plantes.

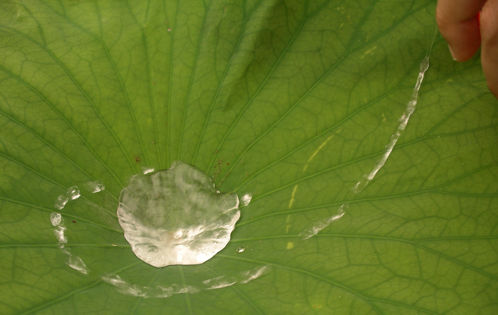
Circulació de l'aigua sobre una fulla de lotus.

### Efecte lotus
Una de les funcions evolutives de la cutícula és el que és coneix com a efecte lotus, descrit per Barthlott i Neinhuis l'any 1977: les propietats hidrofòbiques de la cutícula de moltes plantes, entre elles el lotus sagrat (Nelumbo nucifera), de la qual pren el nom l'efecte, provoquen que l'aigua que cau sobre les fulles formi gotes arrodonides, fet que minimitza l'adhesió de les gotes sobre la fulla i fa que aquestes es deplacin per la superfície d'aquesta tot netejant-la. Aquest efecte s'ha descrit en moltes altres espècies vegetals a banda del lotus sagrat, com ara en els gèneres Tropaeolum, Opuntia o Alchemilla.

## Galeria

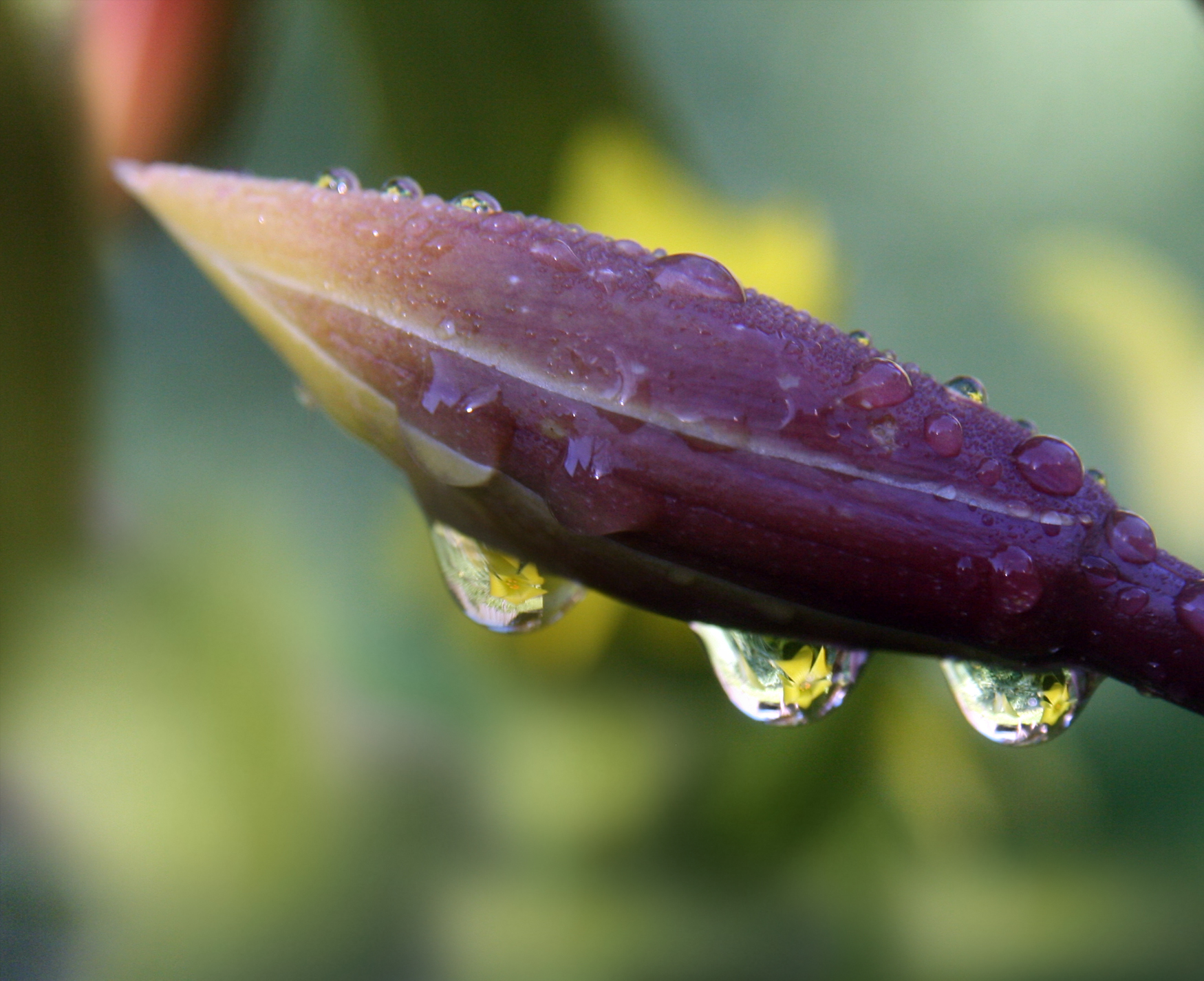
El caràcter hidrofòbic de la cutícula de la poncella fa que l'aigua perdi adhesió amb la superfície.
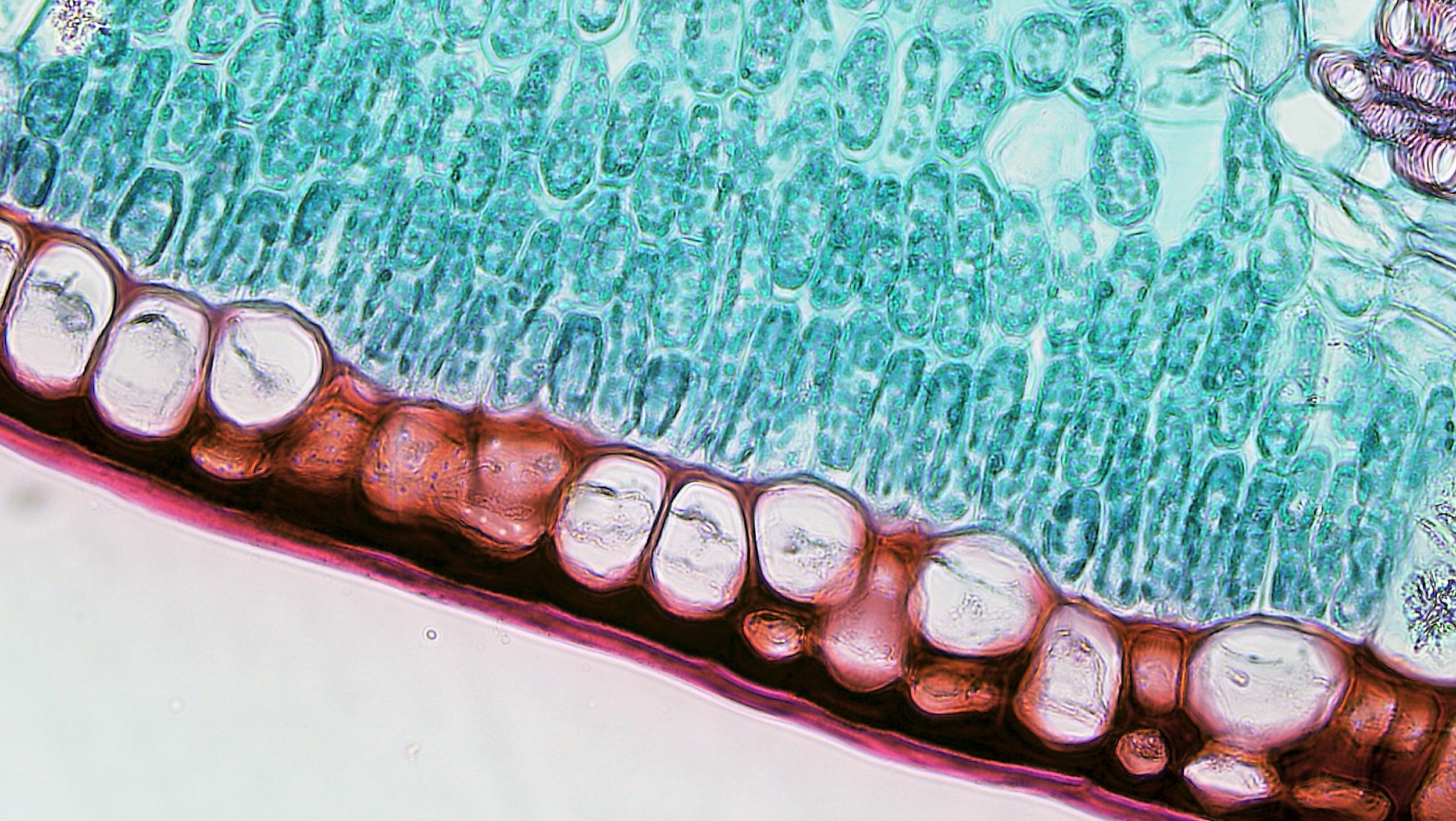
Cutícula recobrint l'epidermis superior en una fulla de mesòfit.
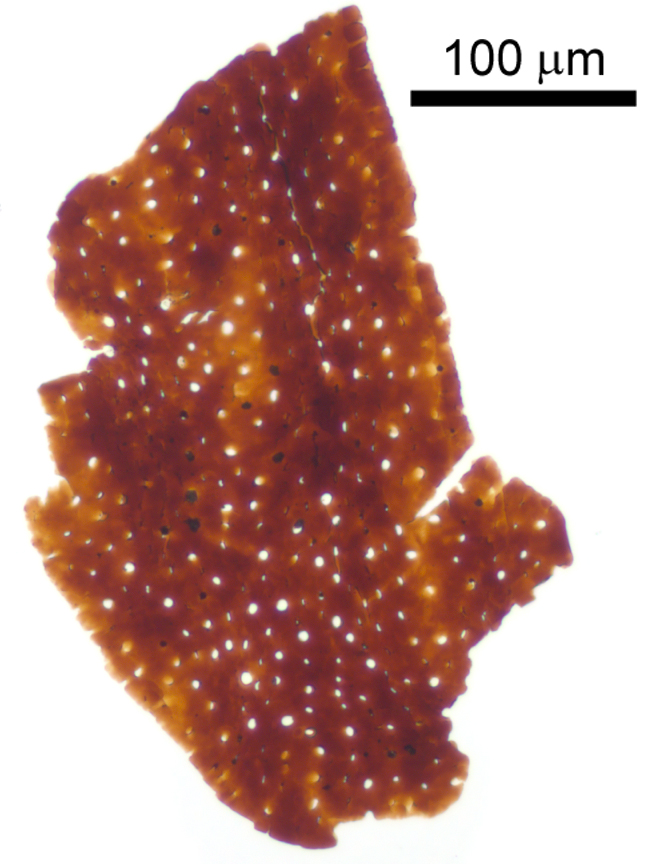
Cutícula de Chosmochlaina sp.; es poden veure els estomes que permeten el pas de certes molècules.
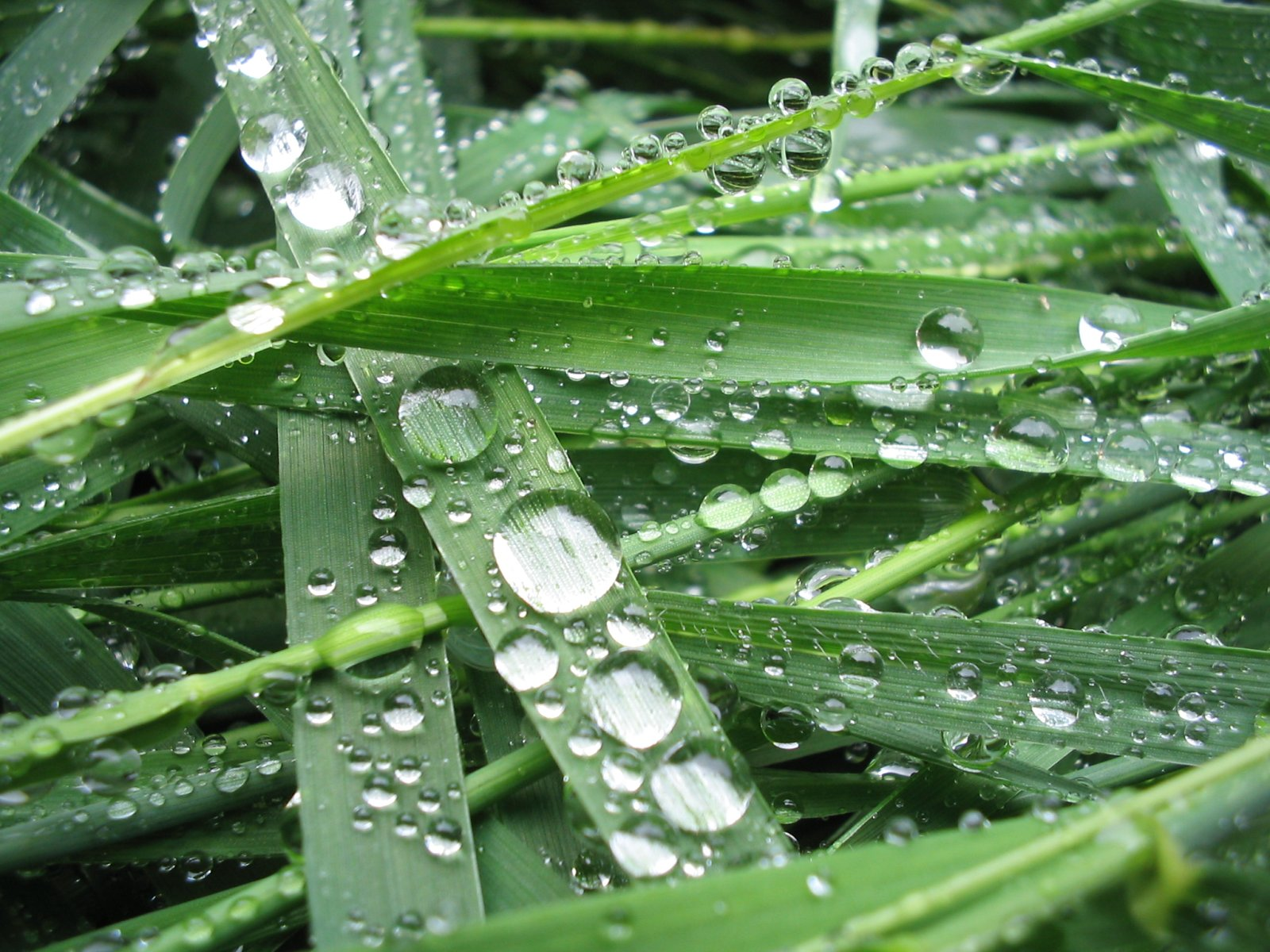
Gotes d'aigua formades pel contacte amb una cutícula vegeta hidròfoba.
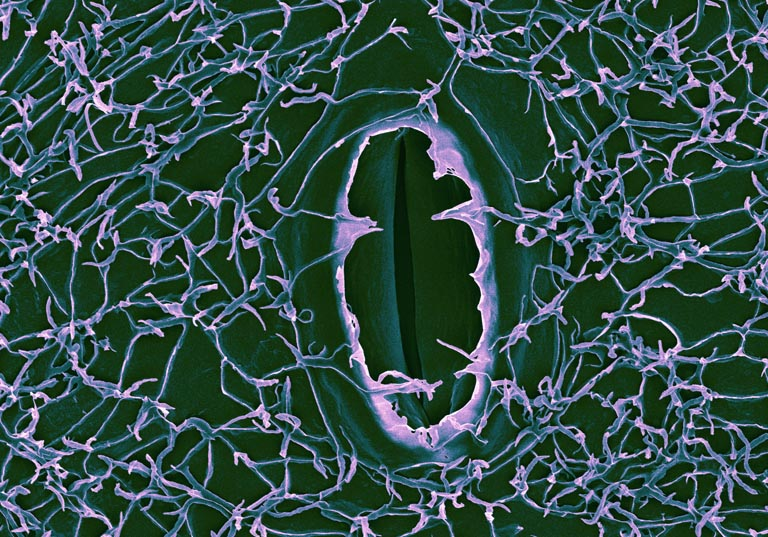
Cristalls de cera epicuticular envoltant l'obertura d'un estoma.